# Ongelijkheid (wiskunde)
Een ongelijkheid is in de wiskunde een relatie die iets zegt over de relatieve grootte van twee wiskundige objecten. Ongelijkheden berusten op de relatie "kleiner dan", genoteerd als "<", die aangeeft dat wat links van het ongelijkteken staat kleiner is dan wat rechts staat.

## Definitie en notatie
Van twee reële getallen {\displaystyle a} en {\displaystyle b} zegt men dat {\displaystyle a} kleiner is dan {\displaystyle b}, genoteerd als {\displaystyle a<b}, als er een positief getal {\displaystyle c} is, waarvoor {\displaystyle a+c=b}.
- In plaats van {\displaystyle a<b} schrijft men ook {\displaystyle b>a}, en zegt: {\displaystyle b} is groter dan {\displaystyle a}.
- Voor {\displaystyle a<b} of {\displaystyle a=b} schrijft men kort: {\displaystyle a\leq b}, en men zegt: {\displaystyle a} is kleiner dan of gelijk aan {\displaystyle b} of kort {\displaystyle a} is kleiner of gelijk {\displaystyle b.}
- Voor {\displaystyle a>b} of {\displaystyle a=b} schrijft men kort: {\displaystyle a\geq b}, en men zegt: {\displaystyle a} is groter dan of gelijk aan {\displaystyle b} of kort {\displaystyle a} is groter of gelijk {\displaystyle b.}

De relaties {\displaystyle <} en {\displaystyle >} worden strikte ongelijkheden genoemd, dit in tegenstelling tot {\displaystyle \leq } en {\displaystyle \geq }.
Hoewel zonder exacte betekenis schrijft men wel:
- {\displaystyle a\ll b} met de betekenis: {\displaystyle a} is veel kleiner dan {\displaystyle b}.
- {\displaystyle a\gg b} met de betekenis: {\displaystyle a} is veel groter dan {\displaystyle b}.

## Gebruik
Voor alle reële getallen {\displaystyle a} en  {\displaystyle b} is voldaan aan precies een van volgende drie mogelijkheden:
- {\displaystyle a<b}
- {\displaystyle a=b}
- {\displaystyle a>b}

Om ongelijkheden in een makkelijker berekenbare vorm om te zetten, bestaan voor de basisbewerkingen enkele rekenregels:
- Optelling en aftrekking van reële getallen {\displaystyle a,b} en {\displaystyle c}:
  - Als {\displaystyle a<b}, geldt: {\displaystyle a+c<b+c} en {\displaystyle a-c<b-c}.
- Vermenigvuldiging en deling van reële getallen {\displaystyle a,b} en {\displaystyle c} met {\displaystyle c\neq 0}:
  - Als {\displaystyle c>0} is en {\displaystyle a<b}, geldt: {\displaystyle ac<bc} en {\displaystyle a/c<b/c}.
  - Als {\displaystyle c<0} is en {\displaystyle a<b}, geldt: {\displaystyle ac>bc} en {\displaystyle a/c>b/c}.
- Eenvoudig te onthouden is dat de ongelijkheid omgedraaid wordt als:
  - Men beide leden vermenigvuldigt met of deelt door een negatief getal.
  - Men beide leden omkeert: bijvoorbeeld {\displaystyle a/b<c/d\implies b/a>d/c}

Ongelijkheden worden theoretisch vaak gebruikt om een boven- of ondergrens te bepalen voor grootheden, die niet eenvoudig berekenbaar zijn. Belangrijkste voorbeelden uit de maattheorie zijn de driehoeksongelijkheid, ongelijkheid van Cauchy-Schwarz, en ongelijkheid van Hölder, in de statistiek de ongelijkheden van Markov, Tsjebysjev en Cramér-Rao. In de praktijk komen ongelijkheden vrijwel altijd voor om voorwaarden op te leggen aan bepaalde onbekenden bij het oplossen van een stelsel van vergelijkingen.